# Gallbildning

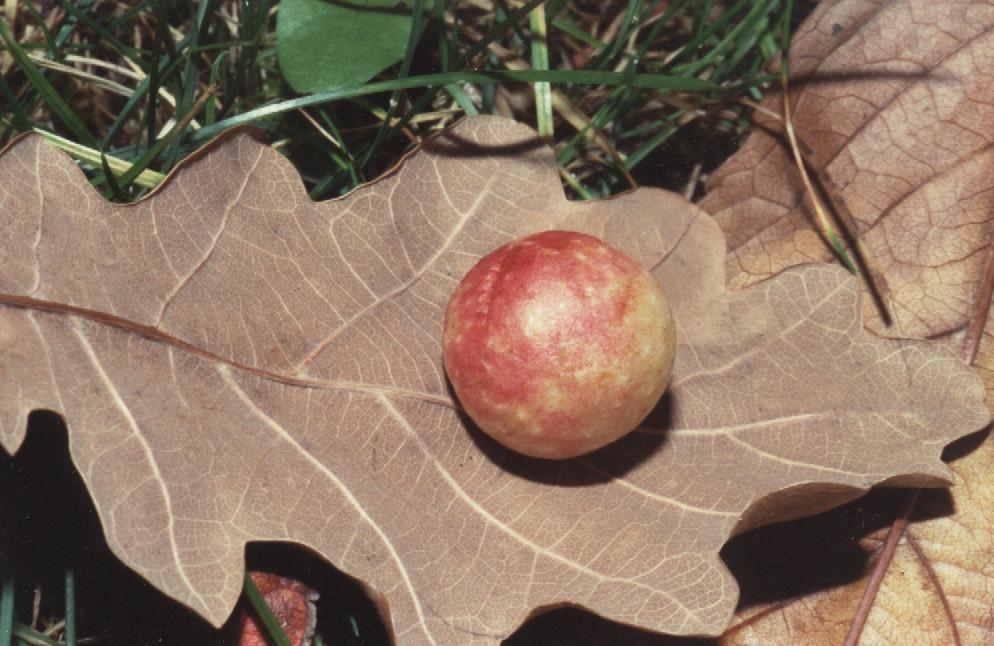
Gallbildning på ett ekblad orsakad av en gallstekel.

En gallbildning kallas även gall eller cecidium. En gallbildning är en onormal tillväxtförändring på växter orsakad av en parasit. Förändringen kan bero på en onormal celldelning eller celltillväxt. Många olika organismer kan orsaka gallbildningar, exempelvis djur som rundmaskar, kvalster och insekter. Men även bakterier, svampar och kärlväxter kan orsaka gallbildningar.
Kallus är en skadad ansamling celler som uppstår efter skadlig inverkan av bakterien Agrobacterium tumefaciens eller efter behandling med hormoner.
Tvåhjärtbladiga växter drabbas särskilt av gallbildningar.
Galläpplen är en vanlig typ av gallbildning. De är runda till formen och förekommer på undersidan av ekblad. Galläpplen orsakas av steklar som tillhör släktet Cynips.
I Sverige är gallbildningar bildade av kvalster vanliga på slån, al och lind. Steklar angriper oftast ekar, viden och rosenbuskar. Myggor skapar oftast gallbildningar på lind, bok och poppel.

## Exempel på gallbildare
- Agrobacterium tumefaciens
- gallmyggor
- gallsteklar

## Bildgalleri

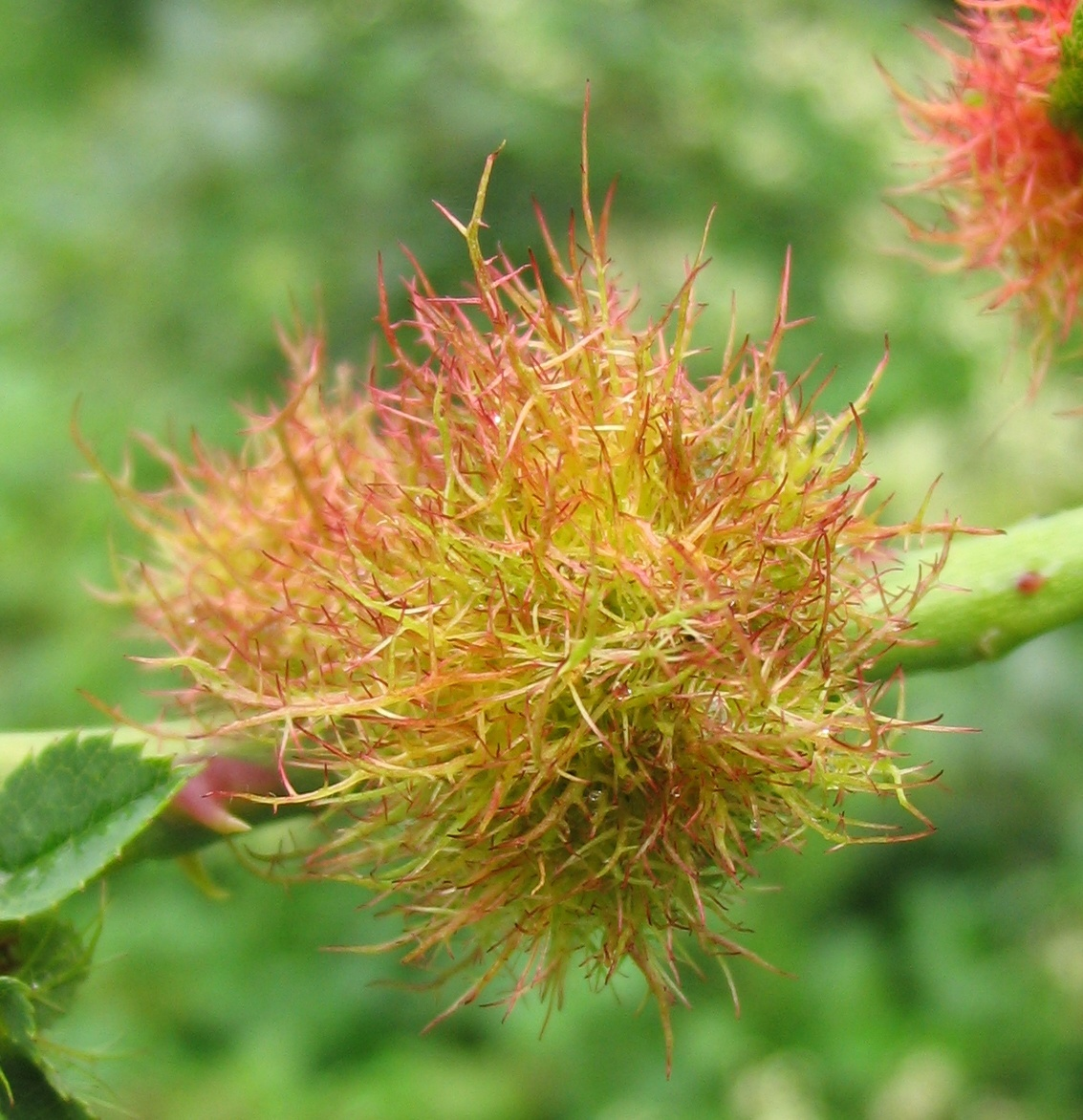
Gallbildning på ros (Sömntorn)
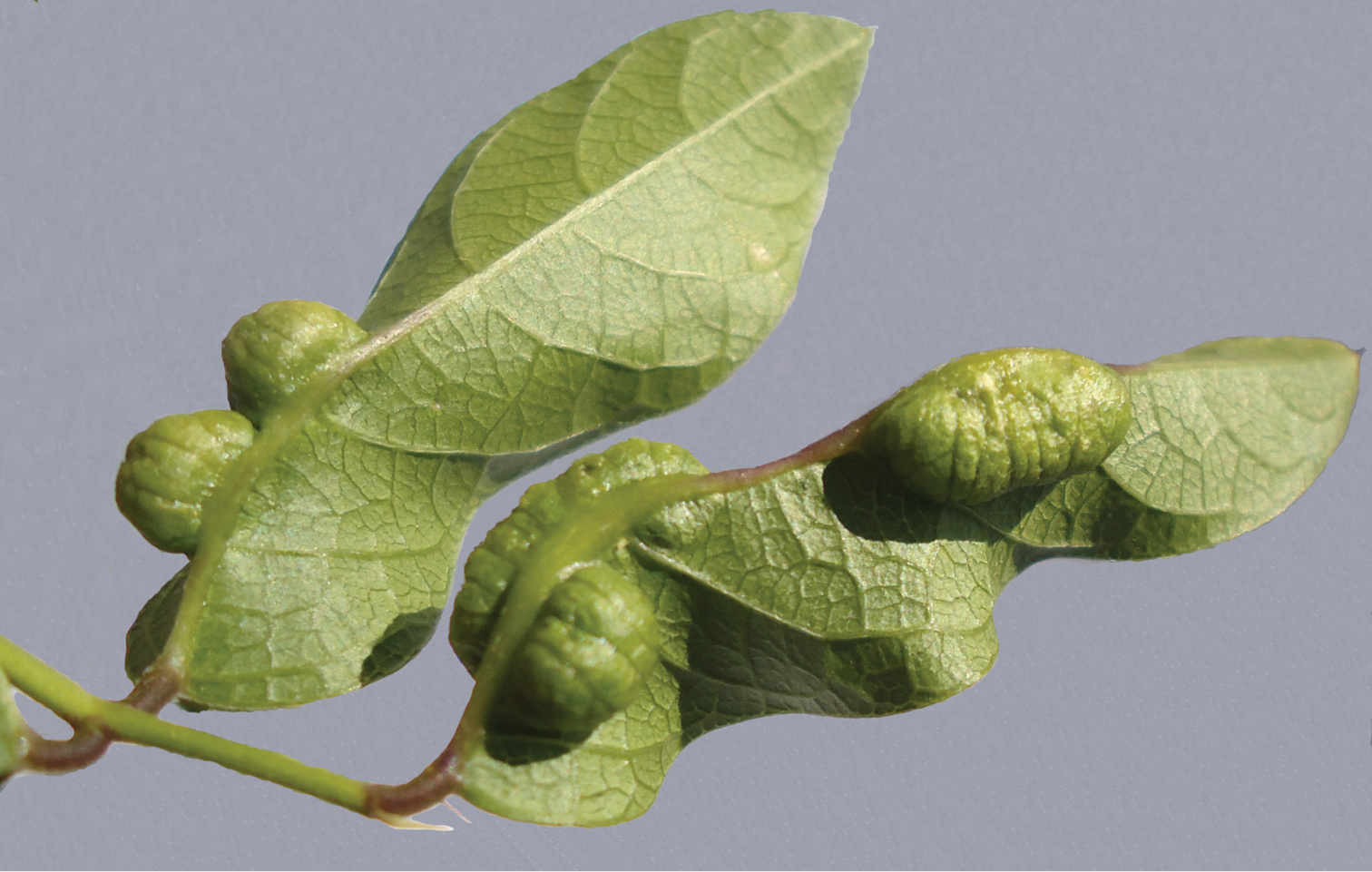
Japanagromyza inferna på Centrosema virginianum L. (Fabaceae).
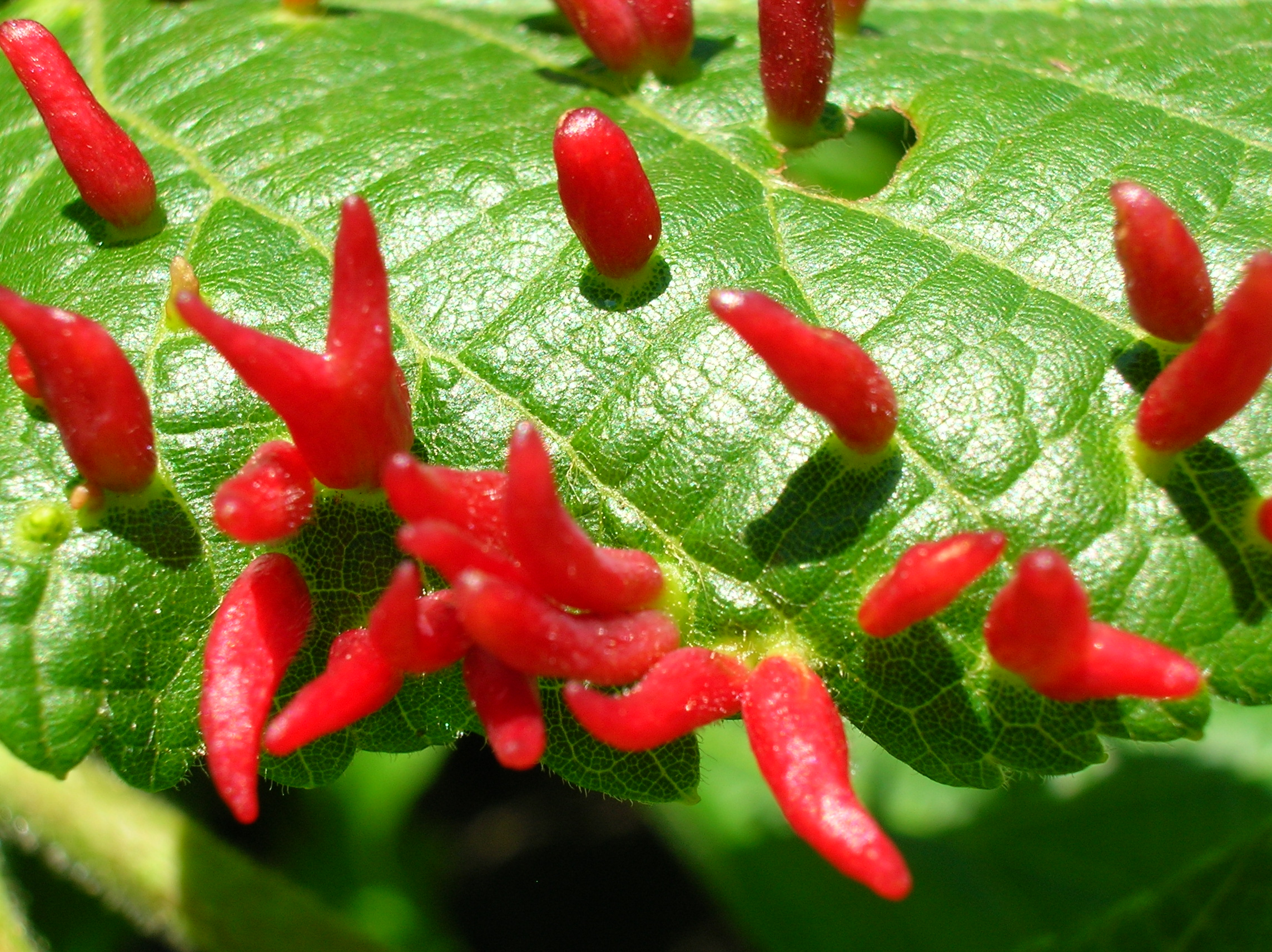
Eriophyes tiliae tiliae på Tilia × europaea
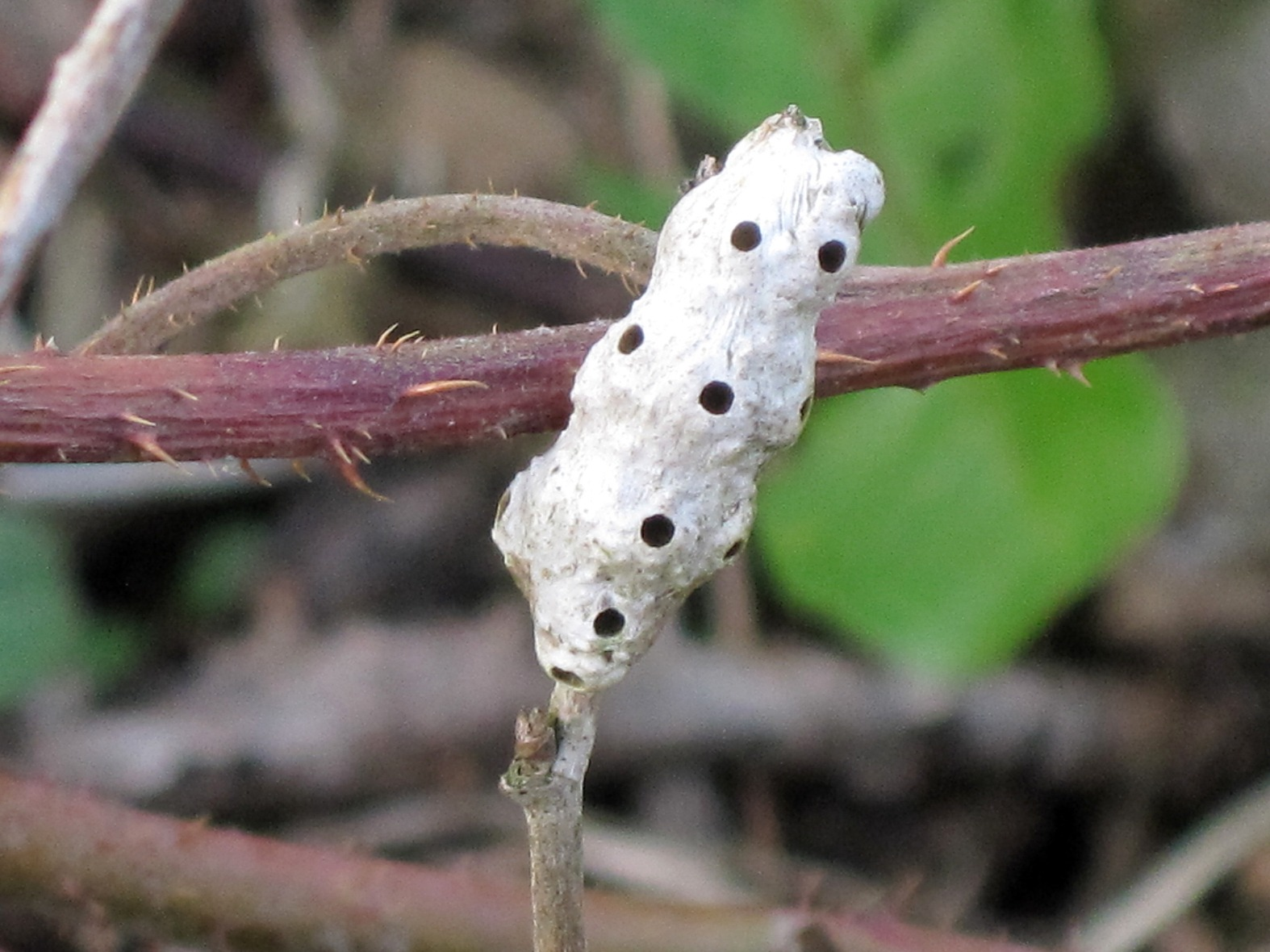
Diastrophus rubi
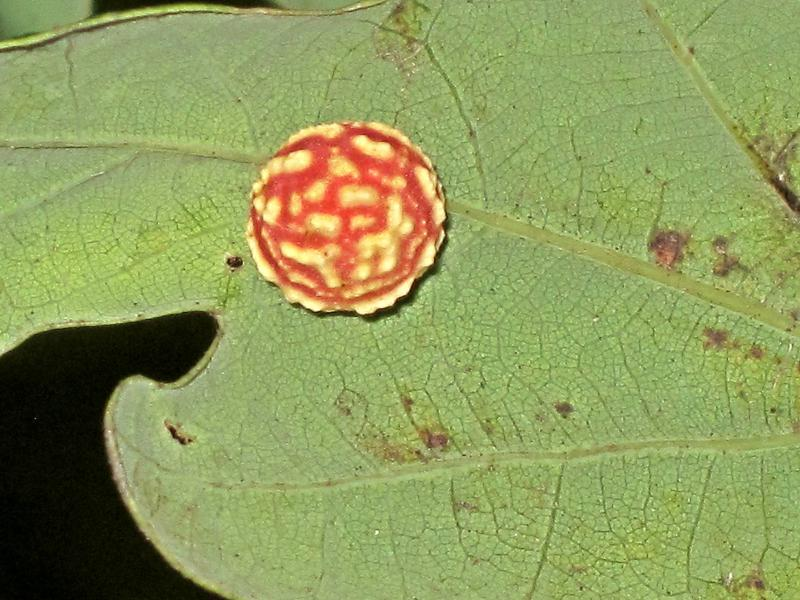
Cynips longiventris
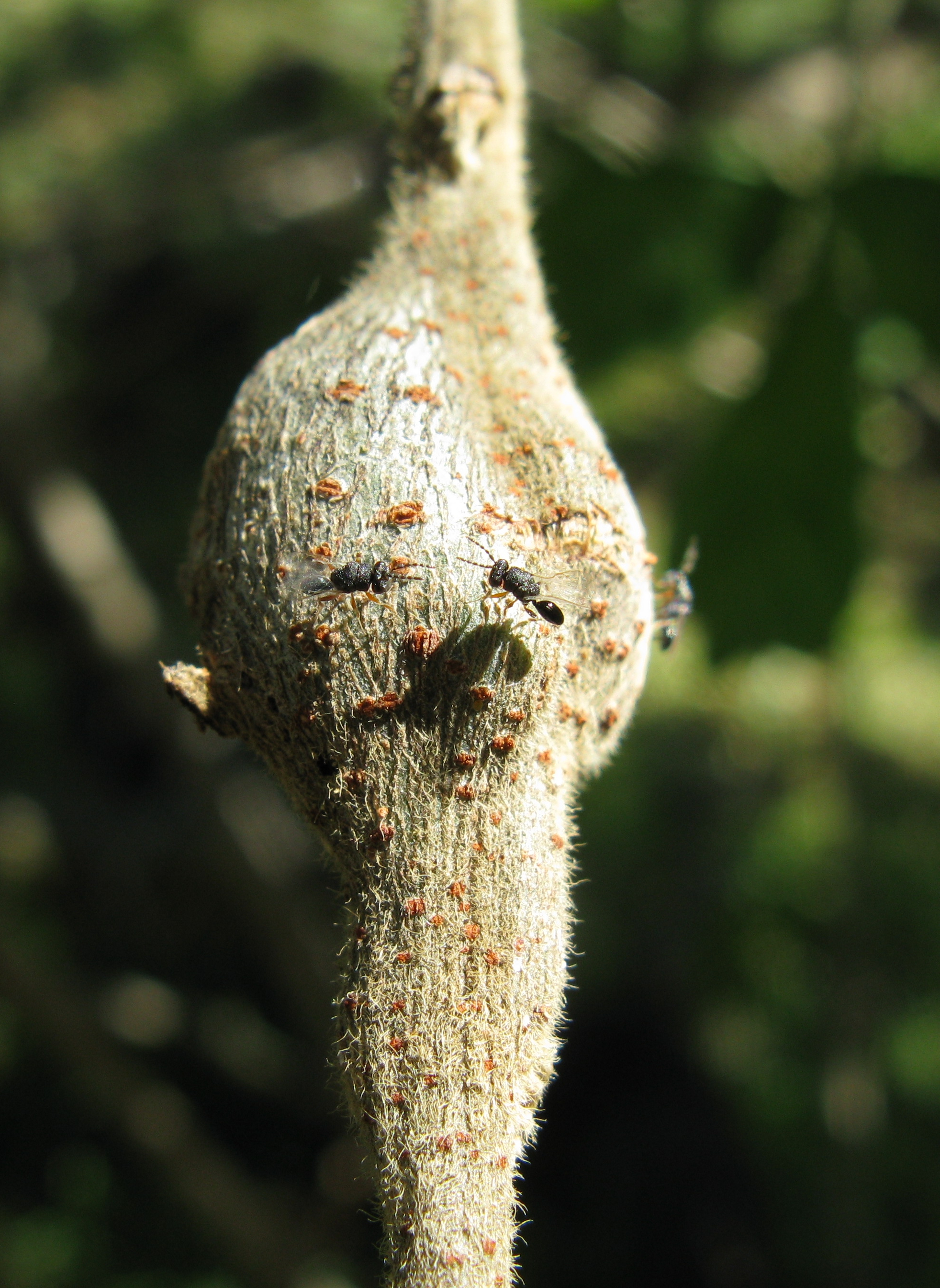